# Лёнс, Герман
Герман Лёнс (нем. Hermann Löns; 29 августа 1866 — 26 сентября 1914) — немецкий журналист и писатель. Был прозван «поэтом пустоши» (Heidedichter) за свои романы и стихи, описывающие людей и пейзажи северогерманских вересковых пустошей, особенно Люнебургской пустоши в Нижней Саксонии. Лёнс хорошо известен в Германии своими стихотворениями, многие из которых впоследствии стали песнями. Он также был охотником, естествоиспытателем и защитником природы. Несмотря на то, что он был намного старше призывного возраста, Лёнс поступил на военную службу и погиб во время Первой мировой войны, а его предполагаемые останки позже были использованы правительством нацистской Германии в пропагандистских целях.

## Биография
Герман Лёнс родился 29 августа 1866 года в Кульме (ныне Хелмно, Польша) в Западной Пруссии. Он был одним из двенадцати братьев и сестёр, пятеро из которых умерли в детском возрасте. Его родителями были Фридрих Вильгельм Лёнс (1832—1908) учитель из Бохума, и Клара (урождённая Крамер, 1844-96) из Падерборна. Герман Лёнс вырос в Дойч-Кроне (Западная Пруссия). В 1884 году семья переехала обратно в Вестфалию, поскольку его отец нашел работу в Мюнстере. Болезненный ребёнок, перенёсший тиф, Лёнс окончил школу со второй попытки, получив аттестат зрелости в 1886 году. По настоянию отца он начал посещать курсы в Мюнстерском университете для подготовки к изучению медицины. В 1887 году он поступил в Грайфсвальдский университет. Там он присоединился к студенческой корпорации (Turnerschaft Кимбрия), но был отчислен с дипломом infamia (с бесчестием). В ноябре 1888 года Лёнс перевёлся в Гёттингенский университет, но вернулся в Мюнстер, не получив ученой степени. Фактически, он даже не поступил в Гёттинген, а присоединился к питейному обществу под названием Club der Bewusstlosen. В Мюнстере он изучал естественные науки с упором на зоологию в Theologische und Philosophische Akademie с весны 1889 года по осень 1890 года. Находясь там, он проявил интерес к проблемам окружающей среды — защите природы от ущерба в результате промышленной деятельности — и к литературе. Однако в 1889 году он был арестован за хулиганство и приговорен к пяти дням тюремного заключения за тушение газовых фонарей и сопротивление аресту в нетрезвом виде.

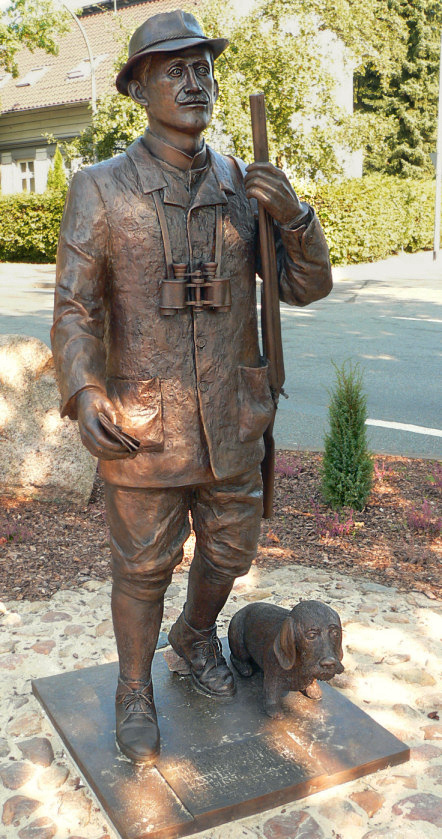
Бронзовая статуя Лёнса-охотника, установленная в 2006 году в Вальсроде

Осенью 1891 года Лёнс решил бросить университет, не закончив его, и стать журналистом. Сначала он отправился в Кайзерслаутерн, где работал в газете Pfälzische Presse. Его уволили через пять месяцев за опоздания и за пьянство. Затем Лёнс отправился в Геру, где снова стал помощником редактора, на этот раз в Reußische Volkszeitung. Он также потерял работу через три недели, опять же из-за того, что был пьян. Затем Лёнс начал работать внештатным репортером в Hannoveraner Anzeiger. С 1892 года жил в Ганновере и в качестве редактора региональных новостей писал на самые разные темы. Некоторые из его произведений под псевдонимом «Фриц фон дер Лейне» были собраны в виде книги «Ausgewählte Werke von Fritz von der Leine», опубликованной в 1902 году. Годом ранее Лёнс опубликовал сборник стихов и сборник рассказов об охоте. В 1902 году покинул газету и стал соучредителем конкурирующей газеты Hannoversche Allgemeine Zeitung. В апреле 1903 года он стал её главным редактором, но к февралю 1904 года газета закрылась из-за нехватки средств. Затем Лёнс присоединился к Hannoversches Tagblatt, написав «Уленшпайгель». Именно в это время Лёнс начал делать себе имя как писатель о природе, в частности о вересках Нижней Саксонии (Heidedichter). В 1906 году он опубликовал эти сочинения в Mein braunes Buch, что стало его первым литературным успехом. Лёнс стал главным редактором газеты Schaumburg-Lippische Landeszeitung в Бюкебурге в 1907 году и оставался на этой должности до апреля 1909 года. В очередной раз причиной его увольнения стало употребление алкоголя.
Освободившись от необходимости регулярно работать в газете, Лёнс написал и опубликовал ещё несколько своих работ в 1909 году, уделяя особое внимание изучению животных и характеристике, в том числе популярного «Мюммельмана». В том же году он написал ещё три романа, два из которых были опубликованы в 1910 году, в том числе Der Wehrwolf, его самая успешная книга, изображающая кровавую месть крестьян Нижней Саксонии против мародёрствующих солдат Тридцатилетней войны. Стихи, содержащиеся в сборнике Der kleine Rosengarten (1911), Лёнс называл «народными песнями» (Volkslieder). Они включали Matrosenlied («Песня моряков») с припевом Denn wir fahren gegen Engelland («Мы плывем против Англии»), которую положил на музыку Гермс Ниль и которая позднее стала одной из самых популярных немецких военных песен Второй мировой войны. Ряд его стихотворений из Der kleine Rosengarten были положены на музыку Францем Габриэлем [1883-1929] в 1927—1928 годах и опубликованы в альбоме, посвященном тенору Рихарду Тауберу, который записал 13 из них для Одеона в августе 1928 года. Другое его стихотворение, Das Geheimnis [Тайна], начинающееся «Ja, grün ist die Heide», было положено на музыку Карлом Блюмом и записано Таубером в 1932 году.

## Браки и разводы
Лёнс женился на Элизабет Эрбек (1864—1922), разведённой продавщице, в Ганновере в 1893 году (помолвка 1890, развелся в 1901 году). У неё было пять выкидышей, детей у пары не было. Вскоре после развода Лёнс сменил вероисповедание с католического на протестантизм и женился на Лизе Хаусманн (помощница редактора, 1871 г.р.), также в Ганновере. У них родился сын, однако он был умственно и физически неполноценен. В 1911 году семья покинула Лёнса после того, как он выстрелил в доме из охотничьего ружья. При бракоразводном процессе у него случился нервный срыв. Лёнс отказался платить алименты и уехал путешествовать по Германии, Австрии, Швейцарии и Нидерландам не оставив адреса. В ноябре 1911 года Ленс подумывал о самоубийстве. В ноябре 1912 года он вернулся в Ганновер и впоследствии опубликовал ещё два сборника рассказов об охоте и природе Auf der Wildbahn (1912) и Mein buntes Buch (1913), за которыми последовал его последний роман Die Häuser von Ohlendorf (1913). Страдая биполярным расстройством, Лёнс колебался между депрессией и строительством фантастических планов на будущее.

## Служба и гибель во время Первой мировой войны
В возрасте 48 лет он пошел добровольцем на службу в немецкую армию во время Первой мировой войны. Из-за плохого здоровья и слабого телосложения ему было первоначально отказано в поступлении на военную службу. Потребовалось вмешательство его друга — офицера Германской армии, чтобы его приняли в качестве солдата в Ersatzbatallion Regiment Generalfeldmarschall Prinz Albrecht von Preußen, также известный как 73-й фузилёрский полк. 26 сентября 1914 года, всего через три недели после зачисления в армию 3 сентября, Лёнс был убит в бою во время штурма французской позиции в Луавре близ Реймса во Франции. Из 120 человек в его подразделении выжили только двадцать человек.

## Отношение в нацистской Германии

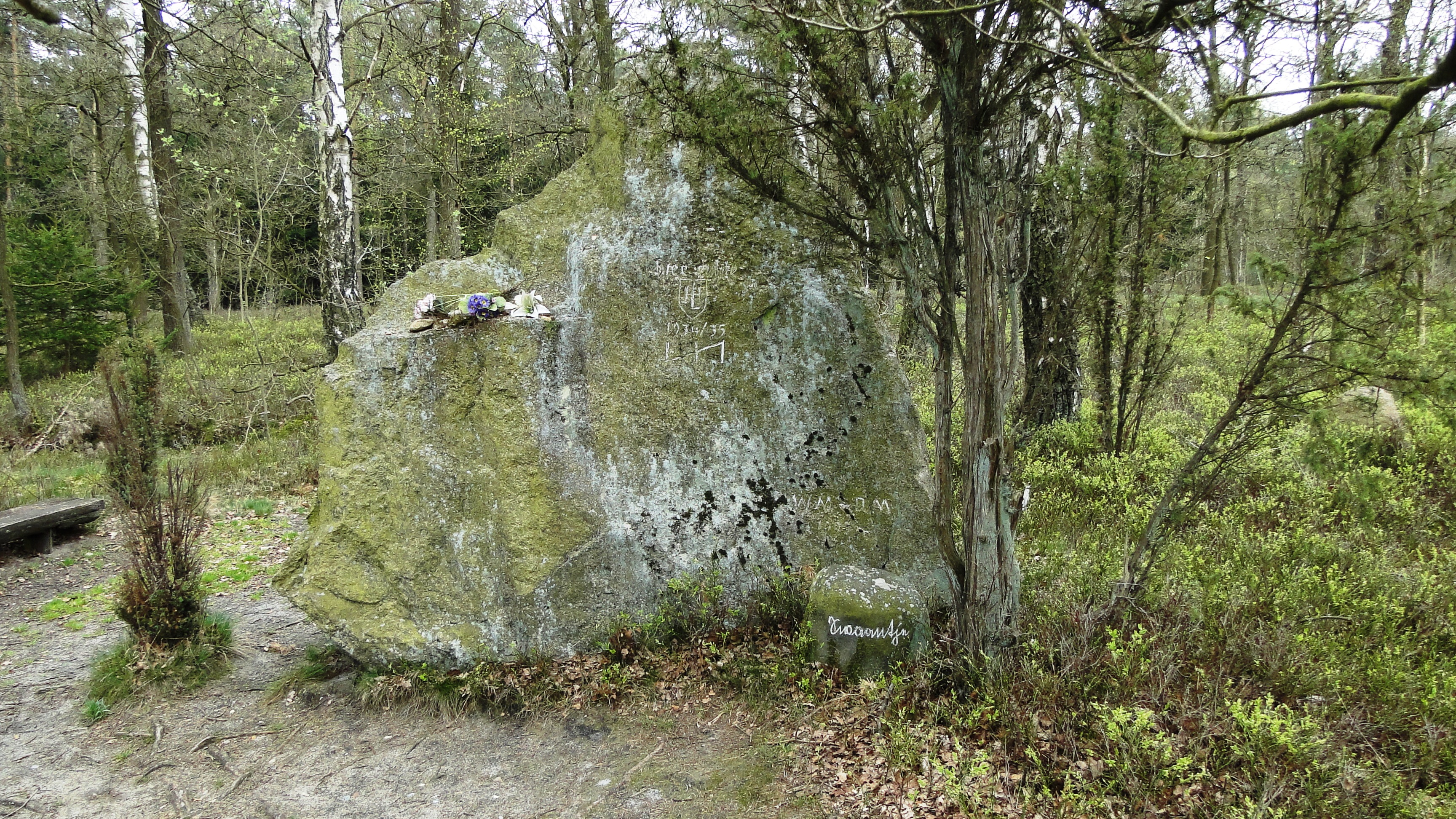
Памятник на месте предполагаемого захоронения Германа Лёнса в конце 1934 года недалеко от Баррля

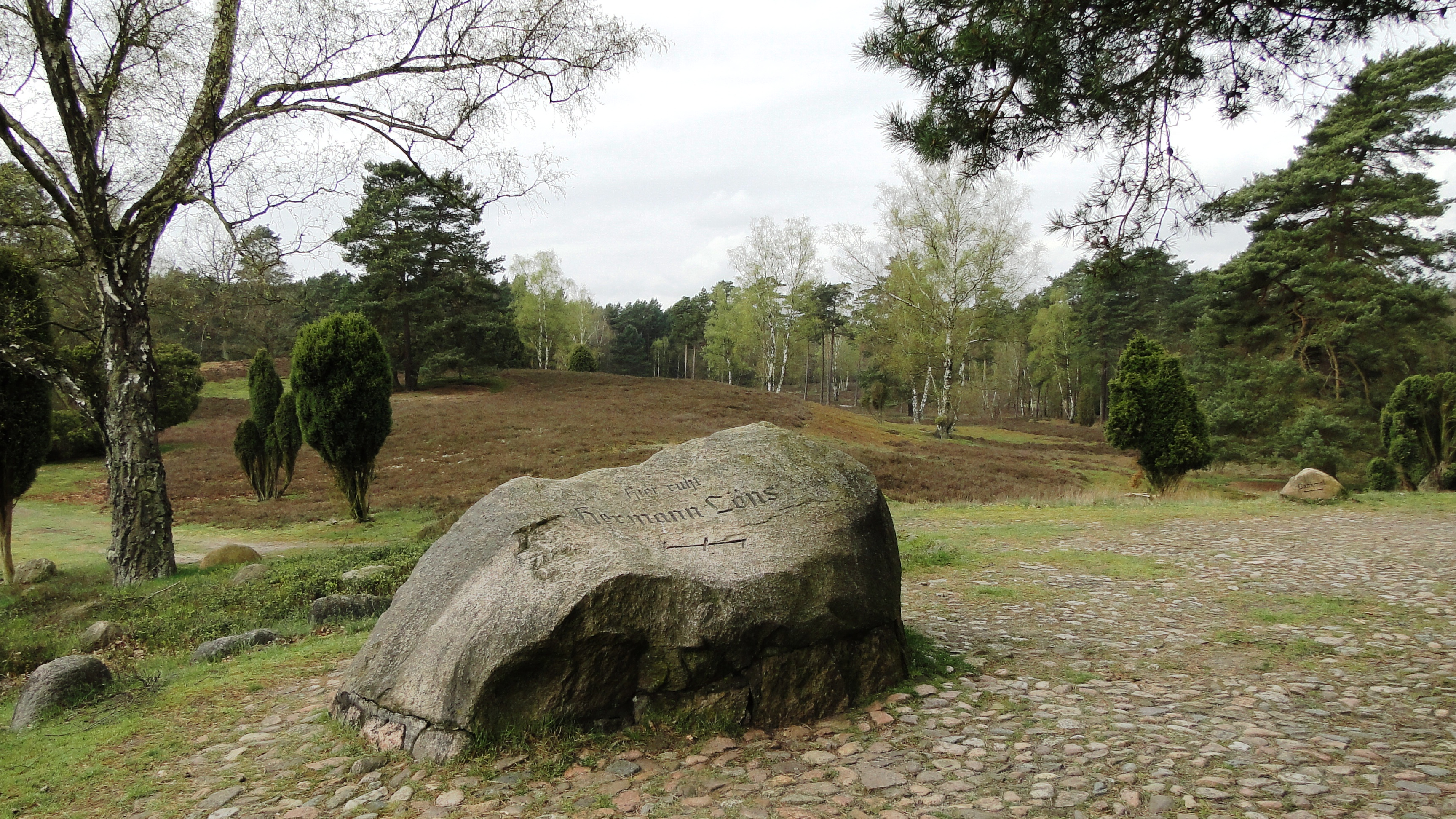
«Лёнсграб» возле Вальсроде, где тело было перезахоронено в 1935 году

Книги Лёнса продолжали хорошо продаваться после его смерти. К 1934 году их общий тираж составил 2,5 миллиона книг. К 1938 году было продано более 500 000 копий книги Wehrwolf (около 865 000 копий к 1945 году). Это сделало его одним из самых успешных авторов в Германии того времени.
Поскольку некоторые из его произведений содержали националистические идеи, национал-социалисты считали его одним из авторов их движения. Некоторые части его работ хорошо согласовывались с идеологией «Крови и почвы», одобренной национал-социалистическими идеологами, такими как Вальтер Дарре и Альфред Розенберг, которые превозносили крестьянство и небольшие сельские общины как истинный характер немецкой нации.
В октябре 1934 года по приказу Адольфа Гитлера предполагаемое тело Лёнса было эксгумировано и доставлено в Германию.

## Отношение в послевоенное время
После 1945 года творчество Лёнса оставалось востребованным и успешно продавалось. По оценкам компании, опубликовавшей большинство его работ, к 1966 году было продано 7,5 миллионов книг его авторства.
Фильм 1932 года «Grün ist die Heide» («Зеленая пустошь») был основан на произведениях Лёнса. В 1951 году был снят ремейк данной картины с участием Сони Циманн и Рудольфа Пракка, фильм оказался успешным в прокате, ещё один ремейк был снят в 1972 году.
В 1956 году Дитер Борше сыграл Лёнса в немецком фильме «Rot ist die Liebe», снятом по автобиографии Лёнса Das zweite Gesicht.

## Мемориалы

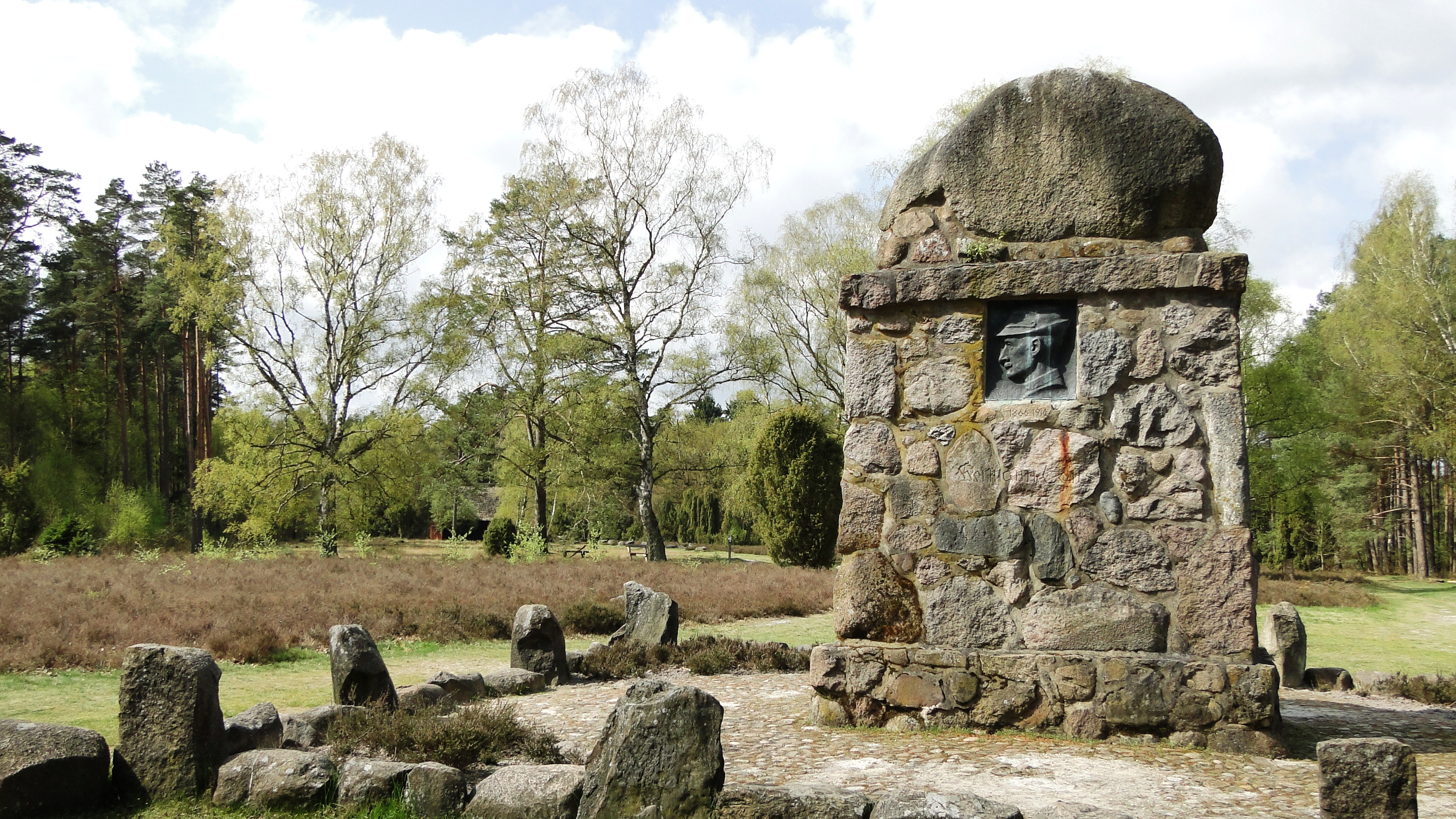
Мемориал Германа Лёнса недалеко от Мюдена

Всего в Германии есть 113 памятников Ленсу, 8 в Австрии и 19 в других странах. Кроме того, в его честь названы 247 улиц и дорог Германии. Его имя носит двенадцать школ. Также существует стадион Германа Лёнса в Падерборне.